# Adityapur
Adityapur ist eine Stadt im indischen Bundesstaat Jharkhand. Die Stadt ist Teil der Agglomeration Jamshedpur, von der sie durch den Fluss Kharkai getrennt ist.
Die Stadt ist Teil des Distrikt Seraikela Kharsawan. Adityapur wird als eine Municipal Corporation verwaltet. Die Stadt ist in 32 Wards gegliedert. Adityapur ist eine Industriestadt.

## Demografie
Die Einwohnerzahl der Stadt liegt laut der Volkszählung von 2011 bei 174.355. Die der Metropolregion Jamshedpur bei 1.339.438. Adityapur hat ein Geschlechterverhältnis von 902 Frauen pro 1000 Männer und damit einen für Indien üblichen Männerüberschuss. Die Alphabetisierungsrate lag bei 81,9 % im Jahr 2011. Knapp 89 % der Bevölkerung sind Hindus, ca. 2 % sind Muslime, ca. 1 % sind Christen und ca. 8 % gehören einer anderen oder keiner Religion an. 13,8 % der Bevölkerung sind Kinder unter 6 Jahren.